# Baco (Rubens)
Baco es una pintura del pintor flamenco Pedro Pablo Rubens, creada hacia 1640.

## Historia de la pintura
El cuadro fue uno de los pocos todavía presentes en su estudio después de la muerte del pintor. Fue heredado por su sobrino Philip Rubens, que vendió la obra al príncipe Richelieu. De la colección del príncipe, la pintura llegó a la colección Crozat y luego, en 1772, fue comprada para el Museo del Hermitage.

## Temas y analogías temáticas
El personaje principal es el dios romano del vino y la fertilidad Baco. Su figura, solo o con compañeros de su salvaje y exótico séquito, sátiros, bacantes, Sileno, fue representada con mucha frecuencia por los artistas europeos desde el Renacimiento. Ejemplos de esto son obras como Baco y Sileno de Annibale Carracci, Baco y Ariadna de Tiziano (1523), Baco y Ariadna de Tintoretto, Baco y Ariadna y Resucitando a Baco de Poussin (1632-1636), El triunfo de Baco y Ariadna de Antonio Carracci (1598-1604), El triunfo de Baco de Jordaens (1622), Baco de Caravaggio (1595-1596), El triunfo de Baco de Velázquez (1628) y muchas obras musicales y líricas. La figura del dios a menudo simbolizaba el otoño y el mes de octubre, que era un mes de fiestas y juegos en honor a la vendimia terminada y la fermentación del vino joven.

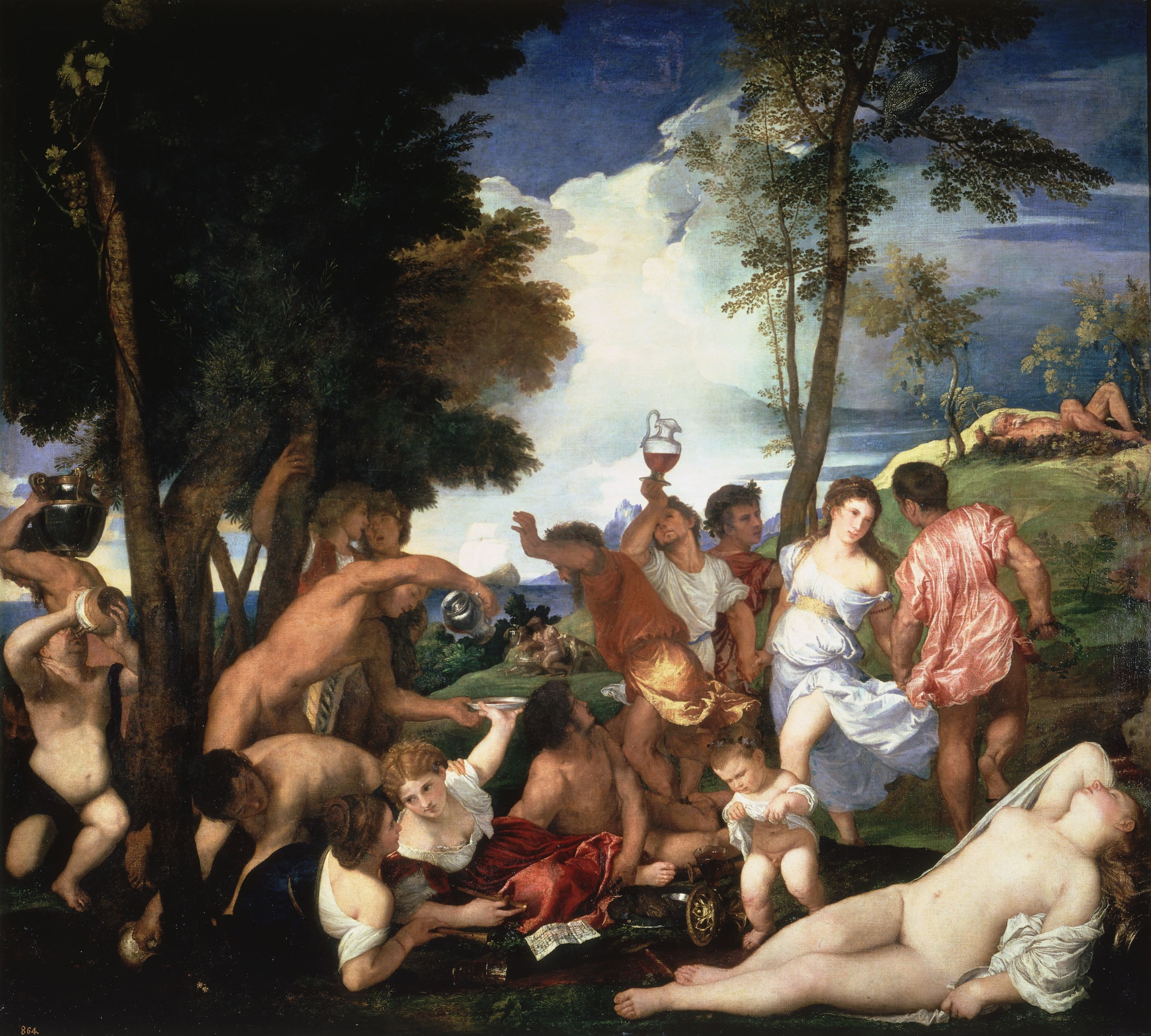
Bacanal, de Tiziano.

La bacanal en las obras de Rubens fue evocada en numerosas ocasiones, pero el dios mismo fue muy pocas veces representado. A diferencia de las representaciones habituales hasta entonces, que lo presentaban como un joven atractivo, la escena rubensiana lo muestra como un hombre corpulento y flácido, sentado sobre un barril de vino, rodeado de un sátiro, una bacante y dos putti. Apoya un pie en un tigre tendido dócilmente que mordisquea un racimo. La bacante, apoyándose en su hombro, le sirve vino de una jarra de cristal en la copa de oro que el dios alza distraídamente, derramándose algo del líquido que abajo, el pequeño putti cuida de recoger en su boca. Tras ellos, el sátiro de espaldas bebe de un ánfora metálica, mientras a la derecha el otro niño se levanta la camisa y orina sin recato alguno, en un aporte muy terrenal. Utilizando una refinada gradación en los colores, Rubens logra captar las calidades de todos los materiales y carnaciones, vinculando a las figuras entre sí y a su vez con el amplio paisaje de fondo mediante una suave luminosidad dorada.
Un motivo iconográfico similar estaba en la fuente pintada por Hans Vredeman de Vries y representada en sus grabados. La cabeza de Baco probablemente fue modelada a partir de un busto romano de mármol del emperador Vitelio. Los prototipos de la pintura incluyen la Bacanal de Andrea Mantegna (una copia de este trabajo fue hecha por Rubens - ahora en el Louvre), un dibujo de Baco por Hans Baldung y la Bacanal de Tiziano, actualmente en el Museo del Prado en Madrid.
Una copia idéntica del cuadro también de Rubens se conserva en la Galería de los Uffizi de Florencia.